# 柱序悬钩子
柱序悬钩子（学名：Rubus subcoreanus）是蔷薇科悬钩子属的植物，是中国的特有植物。分布在中国大陆的陕西、河南、甘肃等地，生长于海拔900米至1,500米的地区，常生长在沟溪旁灌丛中、山坡及溪旁悬岩上，目前尚未由人工引种栽培。